# Maria Cioncan
Maria Cioncan (n. 19 iunie 1977, Maieru, România – d. 21 ianuarie 2007, Plevna, Bulgaria) a fost o atletă română, laureată a medaliei de bronz la proba de 1500 m de la Jocurile Olimpice de vară din 2004 de la Atena. A murit în urma unui accident de mașină, când se întorcea din Bulgaria.

## Biografie
S-a născut la 19 iunie 1977 în satul Maieru, județul Bistrița-Năsăud, situat la 55 km de Bistrița, într-o familie cu patru copii, ea fiind al doilea copil al familiei. A urmat școala generală în comuna natală, între anii 1983 și 1991. Părinții ei doreau ca ea să urmeze un liceu cu profil economic, sanitar sau pedagogic. Fără știrea lor, Maria s-a antrenat săptămâni în șir, alergând de una singură pe ulițele satului. Maria Cioncan a urmat apoi Liceul cu program sportiv din Bistrița (1991-1995).
Între anii 1999 și 2003 a urmat cursurile Facultății de Educație Fizică și Sport din Cluj, cu media generală 9,50, iar în februarie 2004 a obținut licența. În anul 2004, a fost admisă la masterat, la specializarea Știința sportului.
A început să practice atletismul întâmplator la Bistrița, în anul 1991, cu antrenorul Zsolt Gyongyossy la CSS Bistrița, cel care o antrena și pe campioana Gabriela Szabo. În anul 1993 devine pentru prima dată campioană de cros junioare II la proba de 3.000 m și vicecampioană de pistă la 1.500 m. În același an, dintr-un motiv necunoscut, Zsolt Gyongyossy a renunțat s-o mai pregătească.
Timp de doi ani, Maria Cioncan nu a mai participat la nici o competiție. În anul 1996, îl roagă pe Zsolt Gyongyossy să-i găsească un antrenor experimentat care s-o pregătească. Din anul 1996 s-a transferat la C.S. Siderurgica Hunedoara, având dublă legitimare și la Universitatea Cluj (între 1999-2004) și se antrenează cu prof. Ștefan Beregszaszi.
A obținut de trei ori titlul de campioană balcanică la 800 m și 1.500 m, de asemenea a cucerit două titluri de campioană națională de tineret la 800 m și 1.500 m, cinci titluri de campioană națională de senioare la 800 m, 1.500 m și 3.000 m. A câștigat numeroase concursuri de Grand Prix 1 și Super Grand Prix.
În anul 1998, Maria Cioncan a suferit o fractură de peroneu care a necesitat o perioadă lungă de refacere. La vârsta de 22 de ani, în anul 1999, obține titlul de Maestră a Sportului. În primăvara anului 2000 Maria Cioncan a participat la patru concursuri din care a câștigat trei, devenind și campioană balcanică în proba de 1.500 m. Însă, în ciuda timpilor buni care erau sub baremul de participare la Olimpiadă, nu a fost selectată în lotul de atleți care au reprezentat România la Jocurile Olimpice de la Sydney din anul 2000.
Din anul 2001 a început să participe la competiții internaționale și a debutat cu locul trei la Stockholm, apoi s-a clasat pe primul loc la Budapesta. Tot în anul 2001 a câștigat patru medalii de aur la Campionatele Naționale de sală și în aer liber.
În anul 2002 a concurat la Supercupa Europei de la Annecy (locul 1 - 1.500 m) și concursurile desfășurate în cadrul circuitului mondial Golden League - Oslo (locul 1 - 1.500 m) și Paris (locul 1 - 1.500 m). La Campionatele Mondiale de la Paris din anul 2003, s-a clasat pe locul 9 la proba de 1.500 m. În același an, obține locul II la proba de 800 m de la Supercupa Europei desfășurată în orașul Florența, Italia.

## Medaliată la JO Atena-2004
Maria Cioncan a reprezentat România la Jocurile Olimpice de vară din 2004 de la Atena, concurând în probele de alergări 800 m și 1500 m feminin. A obținut medalia de bronz la proba de 1500 m feminin (cu un timp de 3:58,39), fiind devansată de britanica Kelly Holmes (3:57,90) și de rusoaica Tatiana Tomașova (3:58,12). De asemenea, s-a clasat pe locul 7 la proba de 800 m feminin (cu un timp de 1:59,44).
Ca o recunoaștere a performanței sale, în anul 2004 a devenit Maestră Emerită a Sportului. În septembrie 2004, prin Decret al Președintelui României, atletei Mariei Cioncan i s-a decernat Ordinul Meritul Sportiv clasa a III-a cu două barete.
La Cupa Europei din anul 2005 a obținut locul 1 la proba de 800 m și locul 2 la 1.500 m. În martie 2006 a devenit cetățean de onoare al municipiului Cluj-Napoca. De asemenea, Maria Cioncan este și cetățean de onoare al comunei Maieru și al municipiului Hunedoara.
După Olimpiada din 2004, a fost mai tot timpul accidentată, ratând concursurile care i-ar fi putut aduce bani din prime de start și din premiile puse la bătaie. A ratat Campionatele Mondiale de la Helsinki, din cauza unei rupturi musculare la gambă. După tratamente îndelungate, Maria se pusese din nou pe picioare și începea să revină la forma din anul 2004.
În noiembrie 2006, Maria Cioncan a plecat împreună cu antrenorul său, Ștefan Beregszaszi, la un stagiu de pregătire la Ifran (Maroc). Au hotărât ca ultimele trei săptămâni de antrenament să le efectueze în Grecia. Din Grecia se întorceau spre casă la 21 ianuarie 2007 cu mașinile personale. Mașina condusă de Maria Cioncan (o Skoda Fabia) a pierdut direcția într-un viraj la stânga și s-a izbit violent de un copac, la 20 km de orașul Plevna (Bulgaria). Cauza accidentului a fost o dublă explozie la cauciucul față dreapta, mașina neavând mai mult de 90 km/h. A murit în aceeași zi.
A fost o atletă de performanță specializată în probele de alergări (800, 1500 și 3000 m).

## Rezultate
| An   | Competiție                      | Locație                    | Loc    | Note    |
| ---- | ------------------------------- | -------------------------- | ------ | ------- |
| 1999 | Campionatul European de Tineret | Göteborg, Suedia           | 7      | 1500 m  |
| 2001 | Campionatul Mondial în sală     | Lisabona, Portugalia       | 16 (h) | 1500 m  |
| 2002 | Campionatul European în sală    | Viena, Austria             | 11     | 3.000 m |
| 2003 | Campionatul Mondial în sală     | Birmingham, Marea Britanie | 16 (h) | 1500 m  |
| 2003 | Campionatul Mondial de Atletism | Paris, Franța              | 9 (sf) | 800 m   |
| 2003 | Campionatul Mondial de Atletism | Paris, Franța              | 9      | 1.500 m |
| 2004 | Jocurile Olimpice               | Atena, Grecia              | 7      | 800 m   |
| 2004 | Jocurile Olimpice               | Atena, Grecia              | 3      | 1.500 m |
| 2004 | Finala Mondială de Atletism     | Monte Carlo, Monaco        | 8      | 800 m   |
| 2004 | Finala Mondială de Atletism     | Monte Carlo, Monaco        | 10     | 1.500 m |
| 2006 | Campionatul Mondial în sală     | Moscova, Rusia             | 16 (h) | 800 m   |

### Recorduri personale
- 800 metri - 1:59,44 min (2004)
- 1.500 metri - 3:58,39 min (2004)
- 3.000 metri - 8:57,71 min (2002)